# 15. maj
15. maj er dag 135 i året i den gregorianske kalender (dag 136 i skudår). Der er 230 dage tilbage af året.
- Dagens navn er Sophie

- FN's Internationale familiedag
- Den Internationale Militærnægterdag[1]

### Begivenheder
Født - Dødsfald
- 221 - Den kinesiske krigsherre Liu Bei erklærer sig kejser af Shu Han, efterfølgeren til Han-dynastiet.
- 392 - Den romerske kejser Valentinian 2. dræbes i Gallien, hvor han har forsøgt at stække den frankiskfødte romerske general Arbogasts magt. Han findes hængt i sin bolig i Vienne.
- 908 - Den tre år gamle Konstantin 7., søn af kejser Leo 6., krones i Konstantinopel som med-kejser af Det Byzantinske Rige.
- 1252 - Pave Innocens 4. udsteder en bulle, ad extirpanda, der under bestemte betingelser tillader inkvisitionen at anvende tortur over for kættere.
- 1525 - Under Den tyske bondekrig lider de oprørske bønder under ledelse af den anabaptistiske præst Thomas Müntzer nederlag til de tyske fyrster ved slaget ved Frankenhausen.
- 1536 - Henrik VIII's hustru, den engelske dronning Anne Boleyn, anklages under en retssag for forræderi, utroskab og incest; hun dømmes til døden.
- 1618 - Johannes Kepler bekræfter sin opdagelse af sin tredje lov om planeters bevægelse; han havde tidligere opdaget sammenhængen den 8. marts, men havde i begyndelsen afvist idéen.
- 1648 - Freden i Münster ratificers, hvorved Spanien anerkender De Forenede Nederlandes suverænitet.
- 1718 - James Puckle, en advokat fra London, får patent på verdens første maskingevær.
- 1756 - Syvårskrigen (1756–1763) indledes formelt med Storbritanniens krigserklæring mod Frankrig.
- 1792 - Den første koalitionskrig indledes ved Frankrigs krigserklæring mod Kongeriget Sardinien.
- 1796 - Under Den første koalitionskrig indtager Napoleon Bonaparte Milano i triumf.
- 1811 - Paraguay erklærer tidligt om morgenen sin uafhængighed efter man aftenen forinden er påbegyndt er opgør mod det spanske styre.
- 1836 - Francis Baily observerer "Bailys perler" under en solformørkelse.
- 1858 - Operahuset Covent Garden i London åbner.
- 1875 - I Fremmedloven påbydes blandt andet udvisning af fremmede romaer.
- 1902 - Portugal erklærer sig fallit.
- 1908 - Claude Monet ødelægger nogle af sine malerier, som han ikke bryder sig om.
- 1911 - Den amerikanske højesteret fastslår, at Standard Oil er et "urimeligt monopol" og beordrer en opsplitnig af selskabet.
- 1928 - Walt Disneys figur Mickey Mouse optræder for første gang - det sker i tegnefilmen "Plane Crazy".
- 1934 - Kārlis Ulmanis etableret et autoritært regime i Letland.
- 1935 - Den første lillebæltsbro tages i brug. Der indføres lyntog mellem Aalborg og København.
- 1940 - Den nederlandske hær overgiver sig til Nazi-Tyskland.
- 1940 - Nylonstrømper kommer på markedet i USA. I løbet af få timer sælges 4 millioner par.
- 1940  - Richard og Maurice McDonald åbner den første McDonald's restaurant.
- 1941 - Det første britisk udviklede jetfly Gloster E.28/39 flyver første gang.
- 1943 - Komintern opløses på foranledning af Josef Stalin.
- 1948 - Ved udløbet af den britiske overhøjhed over Mandatområdet i Palæstina og den efterfølgende udråbelse af Israel som selvstændig stat, invaderes landet af tropper fra Egypten, Libanon, Transjordanien, Libanon, Syrien, Irak og Saudi-Arabien og Den arabisk-israelske krig (1948) er en realitet.
- 1957 - Englands første brintbombe bringes til sprængning i luften over Malden Island 675 km sydøst for Juleøen i Stillehavet kl. 19:37 (GMT).
- 1958 - Sovjetunionen opsender Sputnik 3.
- 1960 - Sovjetunionen opsender Sputnik 4.
- 1972 - En dansk afdeling af World Wildlife Fund oprettes med prins Henrik som præsident.
- 1972   - I Maryland skyder Arthur Bremer Alabamas guvernør George Wallace, der fører valgkamp for posten som USA's præsident. Wallance lammes ved attentatet og må tilbringe resten af livet i kørestol.
- 1982 - Britiske tropper angriber installationer og fly på Falklandsøerne i Falklandskrigen.
- 1988 - Den første sovjetiske brigade forlader Afghanistan efter otte år i landet.
- 1990 - Portræt af dr. Gachet af Vincent van Gogh sælges for en rekordsum af 82,5 millioner dollars.
- 1990 - Den svenske Riksdag beslutter at gå ind for en øresundsbro mellem Malmø og København.
- 1991 - Edith Cresson bliver Frankrigs første kvindelige premierminister.
- 1997 - Rumfærgen Atlantis opsendes på mission STS-84 for at kobles sammen med den russiske rumstation Mir.[2]
- 2000 - Den konservative politiker Hans Engell forlader dansk politik og tiltræder som chefredaktør på Ekstra Bladet.
- 2004 - GIMPS beviser, at mersennetallet 224.036.583-1 er et primtal og sætter med 7.235.733 cifre en ny rekord for verdens største kendte primtal.
- 2004 - Med en sejr i sidste runde af den britiske fodboldturnering Premier League bliver fodboldklubben Arsenal F.C. den kun anden klub i den britiske fodboldhistorie, der er gået ubesejret gennem gennem hele sæsonen og kan således hævde titlen "The Invincibles". Første klub, der opnåede bedriften, var Preston North End F.C. i 1889.
- 2012 - François Hollande afløser Nicolas Sarkozy som Frankrigs præsident.

### Født
- 1520 - Otte Rud, dansk admiral (død 1565).
- 1763 - Franz Danzi, tysk komponist (død 1826).
- 1773 - Fyrst Metternich, østrigsk statsmand og udenrigsminister (død 1859).
- 1859 - Pierre Curie, fransk fysiker og modtager af Nobelprisen i fysik (død 1906).
- 1864 - Vilhelm Hammershøi, dansk maler (død 1916).
- 1891 - Mikhail Bulgakov, russisk forfatter (død 1940).
- 1900 - Zheng Ji, kinesisk biokemiker (død 2010).
- 1905 - Joseph Cotten, amerikansk skuespiller (død 1994).
- 1909 - James Mason, engelsk skuespiller (død 1984).
- 1911 - Max Frisch, schweizisk forfatter (død 1991).
- 1913 - Ejner Bech, dansk kapgænger (død 1956).
- 1915 - Mario Monicelli, italiensk filminstruktør (død 2010).
- 1915 - Paul Samuelson, amerikansk økonom (død 2009).
- 1916 - Vera Gebuhr, dansk skuespillerinde (død 2014).
- 1918 - Joseph Wiseman, canadisk skuespiller (død 2009).
- 1926 - Lise Ringheim, dansk skuespiller (død 1994).
- 1926 - Kaj Baagø, dansk præst, missionær, u-landshjælpsarbejder og ambassadør. (død 1987).
- 1930 - Jasper Johns, amerikansk maler.
- 1937 - Madeleine Albright, amerikansk udenrigsminister (død 2022).
- 1938 - Cæsar, dansk musiker (død 2000).
- 1939 - Ulrik Cold, dansk sanger og jurist (død 2010).
- 1944 - Ulla Terkelsen, dansk udenrigskorrespondent.
- 1948 - Brian Eno, engelsk musiker og producer.
- 1949 - Iben Wurbs, dansk skuespiller.
- 1952 - Mike Oldfield, engelsk komponist, guitarist og sanger.
- 1959 - Ole Meyer, dansk skuespiller (død 2018).
- 1964 - Lars Løkke Rasmussen, dansk politiker.
- 1970 - Frank og Ronald de Boer, hollandske fodboldspillere.
- 1978 - Edu, brasiliansk fodboldspiller.

### Dødsfald
- 1470 - Karl Knutsson, svensk konge (født 1409).
- 1634 - Hendrick Avercamp, hollandsk maler (født 1585).
- 1848 - Andreas Gabriel Toxwerdt, dansk generalkrigskommissær (født 1765).
- 1856 - Rudolph Bay, dansk sanger og komponist (født 1791).
- 1886 - Emily Dickinson, amerikansk digter (født 1830).
- 1935 - Kazimir Malevitj, ukrainsk maler (født 1878)
- 1962 - Viggo Guttorm-Pedersen, dansk maler og tegner (født 1902)
- 1967 - Edward Hopper, amerikansk maler (født 1882).
- 1992 - K.A. Jensen, dansk kemiker (født 1908).
- 2003 - June Carter Cash, amerikansk sanger (født 1929).
- 2003   - Rik Van Steenbergen, belgisk cykelrytter (født 1924).
- 2007 - Jerry Falwell, amerikansk fundamentalistisk præst og tv-prædikant (født 1933).
- 2008 - Finn Haunstoft, dansk roer (født 1928).
- 2008 - Willis Eugene Lamb, amerikansk fysiker (født 1913).
- 2012 - Carlos Fuentes, mexikansk skribent og forfatter (født 1928).
- 2014 - Jean-Luc Dehaene, belgisk politiker (født 1940).
- 2015 - Jacob Jensen, dansk designer (født 1926).